# Нестиме
Нестиме или Нестим (грч. Νόστιμο, до 1927. грч. Νιστήμιον, до 1928. грч. Κουφοξυλιά) је насељено место у општини Рупишта у периферији Западна Македонија, Грчка. Према попису из 2021. године било је 73 становника.
Српски географ Боривоје Милојевић, 1920. године наводи да је у Нестиму било 55 кућа Словена хришћана и 15 кућа Словена муслимана. Године 1924. муслиманско становништво је принудно исељено у Турску а на њихово место је насељен скоро исти број грчких избегличких породица из Турске. Нестиме је постало мешовито насеље са већинским словенским становништвом.